# Соколовський Петро Теофілович
Петро́ Теофі́лович Соколо́вський (рос. Петр Теофилович Соколовский, 29 червня 1896, Севастополь, Російська імперія — ?) — колабораціоніст, голова Дніпропетровської міської управи під час німецької окупації міста у 1941—1943 рр.

## Життєпис
Петро Соколовський народився у бідній родині, де був другим сином. Його батько-коваль подорожував містами України та Півдня Росії у пошуках заробітку. У 1901 році, коли Соколовський мав лише 3 роки, його батько помер під час роботи у Новоросійську. Його мати була вимушена почати працювати служницею, а Соколовського відправляють до семінарії на навчання разом із братом. У 1916 році він мобілізований до Царської армії в Севастополі, а у 1917 прикріпений до Київської школи льотчиків-спостерігачів, де служив при фотомеханічній лабораторії. У 1928 році Соколовський закінчив Харківський сільськогосподарський інститут, напередодні початку Другої світової війни обіймав різні технічні керівні посади у Дніпропетровському відділенні «Гіпроград». Зокрема він був головним інженером Облдніпропроекту.
Перед самою війною преса повідомляла: «Облдніпропроекту доручено провести всі розвідувальні роботи для намічуваної в Дніпропетровську будови теплоелектроцентралі. Цю роботу доручено головному інженерові тов. Соколовському». («Зоря», 23 жовтня 1940).

### Міський голова
З початком нацистської окупації Дніпропетровська добровільно зголосився на співробітництво з німецькою владою та був призначений на посаду голови новоутвореної міської управи.
У травні 1942 керував роботами по боротьбі з весняною повіддю, коли рівень води перевищив норму на понад п"ять метрів.
Заграючи з населенням, під час свого правління запам'ятався політикою українізації — у липні 1942 року він запровадив обов'язкові курси української мови та культури для усіх чиновників управи тривалістю від 40 до 60 академічних годин. На сторінках «Дніпропетровської газети» пропагував використання української мови та відмову від російської у публічному просторі.
У своїй автобіографії Соколовський назвав себе українцем за походженням. Попри те, що був успішний та русифікований радянський інженер, став демонстративно сповідувати ідеї українського націоналізму. Проте чільний діяч ОУН Василь Регей після зустрічі з Соколовським сумнівався у щирості його замірів.
У другій половині 1942 р. здійснив поїздку до Німеччини. 10 і 12 вересня того року виголосив доповіді в малому залі Українського театру для персоналу Української допоміжної управи та для робітників і службовців установ міста про свою подорож.
12 серпня 1943 року Соколовський нагороджений Відзнакою для східних народів керівником відділу політики і пропаганди Рейхсокомісаріату Україна полковником Шлехтом.
Відступав разом з німецькими військами під час звільнення Дніпропетровщини у жовтні 1943 року. Подальша доля Соколовського залишається невідомою.
Мав дружину Тетяну Миколаївну і дочку Марину, яка померла у грудні 1941, похована 19 грудня на Севастопольському кладовищі.

## Критика
Один з учасників Південної похідної групи ОУН, референт зв'язку Василь Регей, так описував своє враження про Соколовського:
| | Мусів себе розконспірувати в розмові з головою Міської управи Соколовим (Соколовським, — ред.), розповісти йому про своє завдання як представника Державного Правління. Однак я йому не вірив. Крім того, його російська мова мене пригнічувала і викликала до нього недовіру. Я був переконаний, що він зайняв цю посаду з доручення большевицького підпілля, і тому так ревно виявляє прихильність до німецької адміністрації. В цьому я переконався, коли мене через кілька тижнів в моєму кабінеті в будинку Державного Правління арештувало «Айнзац командо-6». Виходить, що воно одержало від когось точну інформацію, де я вдень працюю. Без сумніву, що цим інформатором був голова міста Соколов, що так зацікавлено розмовляв зі мною у своєму кабінеті, коли я заходив з пропозицією взяти активну участь у святковому зібранні, на якому мав повідомити визначніших людей міста про відновлення Української Державности у Львові 30 червня 1941 р. |
| — Василь Регей, «Від Сяну до Дніпра», Визвольний Шлях, No. 9 (570), September, 1995, Vol. XLVIII, с. 1148 | |

Серед іншого, Соколовського вважають одним з організаторів масового знищення євреїв у балці Транспортного інституту в Дніпропетровську 13-14 жовтня 1941 року:
| | …Знаходячись на чергуванні у міській пожежній команді №2, яка знаходилась за адресою вул. Виконкомівська 1, до нас в заклад 12-го жовтня 1941 року о шостій годині вечора прибув голова допоміжної управи — СОКОЛОВСЬКИЙ, разом із ним був начальник міської поліції СОЛНЦЕВ… професор СТАНКЕВИЧ, три німецьких офіцера гестаповця… СОКОЛОВСЬКИЙ відкрив інструктивну нараду, на якій заявив, що у ніч з 12-го на 13-те жовтня 1941 року по всьому місту Дніпропетровську буде проводитись збір усього єврейського населення, що залишилось, до визначеного місця, звідки їх в організованому порядку відведуть до визначеного місця для постійного проживання та роботи, тому усі зібрані повинні надати допомогу німецькій владі у проведенні даної роботи, поряд з тим СОКОЛОВСЬКИЙ, на цьому ж зібранні надав інструктаж з порядку виконання порученої роботи… …14 жовтня 1941 року я разом із іншими пожежниками у кількості восьми осіб були викликані до міськуправи СОКОЛОВСЬКИМ, який на автомашині критого типу відправив одного німця-гестаповця до ярів транспортного інституту, де по приїзду я бачив вражаюче видовище, а саме в яру знаходились гори безладно впавших трупів єврейського населення… …Головним винуватцем масового розстрілу єврейського населення були: СОКОЛОВСЬКИЙ, при німцях працював головою допоміжної управи, м. Дніпропетровська, СТАНКЕВИЧ – працював начальник облздравідділу, начальник міськполіції СОЛНЦЕВ, начальник другого району поліції та німці-гестаповці, які розміщувались у будівлі держуніверситету м. Дніпропетровська... |
| — З протоколу допиту члена пожежної команди Івана Шкляра від 5 листопада 1943 р., ДАРФ, ф. 7021, оп. 57, д. 13, л. 22–24. Машинопис. Копія. | |